# Vinteride
För vinteride hos djur, se vinterdvala.
Vinteride är en roman av Sven Delblanc, publicerad 1974. Boken är den tredje i serien om Hedebyborna och föregås av Åminne och Stenfågel. Som fjärde och sista del i Hedebyborna utkom Stadsporten 1976.

## Handling
Delblancs roman utspelar sig i Hedeby i Södermanland. Inte i mannaminne har någon vinter varit så kall som vintern 1940. Det saknas folk på gårdarna runt Hedeby, till och med fylltratten Svensson har fått rycka in. Handlarn har tagit sig vatten över huvudet med sina affärer. Axel har ingen som han kan dela sina funderingar med förutom Agnes Karolina. När Erik kommer tillbaka vill han inte börja i lagården igen och tänker flytta till Södertälje och bilfabriken. Märta inser till slut att Erik nog ändå är den rätte för henne.